# Jenipapo (filme)
Jenipapo (ing: The Interview) é um filme de drama brasileiro e estadunidense de 1995 dirigido por Monique Gardenberg a partir de um roteiro da diretora em parceria com Cyrus Nowrasteh. O filme narra a difícil tentativa de um jornalista norte-americano entrevistar um padre, apoiador da reforma agrária no Nordeste do Brasil, que fará com que ele abandone a ética jornalísitca. É protagonizado por Henry Czerny, Júlia Lemmertz, Patrick Bauchau e Marília Pêra.
O filme estreou mundialmente em 10 de setembro de 1995 no  Toronto International Film Festival e foi lançado no Brasil em 21 de fevereiro de 1996. Foi recebido com críticas mistas que, em geral, elogiaram a produção e a história do filme, mas fizeram críticas ao roteiro e montagem de cenas. Por sua atuação no filme, a atriz Marília Pêra recebeu o Prêmio Guarani de melhor atriz coadjuvante, enquanto que Henry Czerny foi indicado na categoria de  melhor ator.

## Sinopse
Michael Coleman (Henry Czerny) é um jornalista estadunidense que trabalha para um jornal brasileiro bilíngue. Certo dia ele é mandado para entrevistar o padre Louis Stephen (Patrick Bauchau), um famoso missionário católico que apoia a luta pela reforma agrária em uma comunidade do nordeste. Mas ele precisa enfrentar um problema, pois o padre se recusa a conceder entrevistas. Isso leva Coleman a abandonar a ética jornalística em sua tentativa para entrevistá-lo.

## Elenco
- Henry Czerny como Michael Coleman
- Patrick Bauchau como Padre Stephen Louis
- Júlia Lemmertz como Julia
- Marília Pêra como Renata
- Daniel Dantas como editor do Brasilian Tribune
- Ana Beatriz Nogueira como Márcia
- Miguel Lunardi como Carlos Reis
- Luis Melo como Cristo
- Otávio Augusto como Senador Emílio Mattar
- Valdinéia Soriano como Vitória
- Otávio Muller como repórter
- Lázaro Ramos como figuração
- Marília Gabriela como apresentadora do Talk Show

## Produção
Jenipapo é o primeiro longa-metragem dirigido pela cineasta Monique Gardenberg. O filme é uma coprodução entre Brasil e Estados Unidos e foi produzido pelas produtoras Boku Films, Duerto Produções e Ravina Produções. Os diálogos do filme, em sua grande maioria, são falados em inglês. As locações aconteceram na cidade do Rio de Janeiro e em São Gonçalo dos Campos, na Bahia.

## Lançamento
O filme foi selecionado pela Toronto International Film Festival, sendo exibido em 10 de setembro de 1995. Em seguida, estreou na Argentina durante o Mar del Plata Film Festival. O lançamento comercial no Brasil se deu a partir de 21 de fevereiro de 1996 pela Riofilme. Ainda foi exibido na Austrália, Alemanha e Estados Unidos.

## Recepção

### Resposta da crítica
O filme gerou uma recepção mista por parte dos críticos. José Geraldo Couto, em sua crítica à Folha de S.Paulo, pontuou que o filme possui uma produção caprichada, mesmo que com pouco recursos, entretanto fez críticas em relação a furos no roteiro, destacando cenas que não faziam muito sentido para a história, e escreveu: "Num filme que se pretende realista e verossímil, esses problemas são graves. Mas nunca é demais insistir: a partir de seu "ponto de virada", Jenipapo se torna um drama moral intenso e envolvente, com momentos brilhantes -como o encontro casual entre o jornalista e o padre na rua, a "aparição" do capanga chamado Cristo (Luís Melo), a transmissão televisiva do depoimento do padre etc."

### Prêmios e indicações
| Ano  | Associações                         | Categoria                | Recipiente(s)                        | Resultado |
| ---- | ----------------------------------- | ------------------------ | ------------------------------------ | --------- |
| 1996 | Prêmio Guarani de Cinema Brasileiro | Melhor Direção           | Monique Gardenberg                   | Indicado  |
| 1996 | Prêmio Guarani de Cinema Brasileiro | Melhor Ator              | Henry Czerny                         | Indicado  |
| 1996 | Prêmio Guarani de Cinema Brasileiro | Melhor Atriz Coadjuvante | Marília Pêra                         | Venceu    |
| 1996 | Prêmio Guarani de Cinema Brasileiro | Melhor Roteiro           | Monique Gardenberg e Cyrus Nowrasteh | Indicado  |
| 1996 | Prêmio Guarani de Cinema Brasileiro | Melhor Trilha Sonora     | Philip Glass                         | Indicado  |